# Budětsko
Budětsko (en allemand : Buděčko) est une commune du district de Prostějov, dans la région d'Olomouc, en République tchèque. Sa population s'élevait à 424 habitants en 2023.

## Géographie
Budětsko se trouve à 3 km à l'est du centre de Konice, à 19 km au nord-ouest de Prostějov, à 24 km à l'ouest d'Olomouc et à 187 km à l'est-sud-est de Prague.
La commune est limitée par Ochoz et Raková u Konice au nord, par Laškov au nord et à l'est, par Konice et Přemyslovice au sud, et par Konice à l'ouest.

## Histoire
La première mention écrite de la localité date de 1378.

## Administration
La commune se compose de trois sections :
- Budětsko
- Slavíkov
- Zavadilka

## Galerie

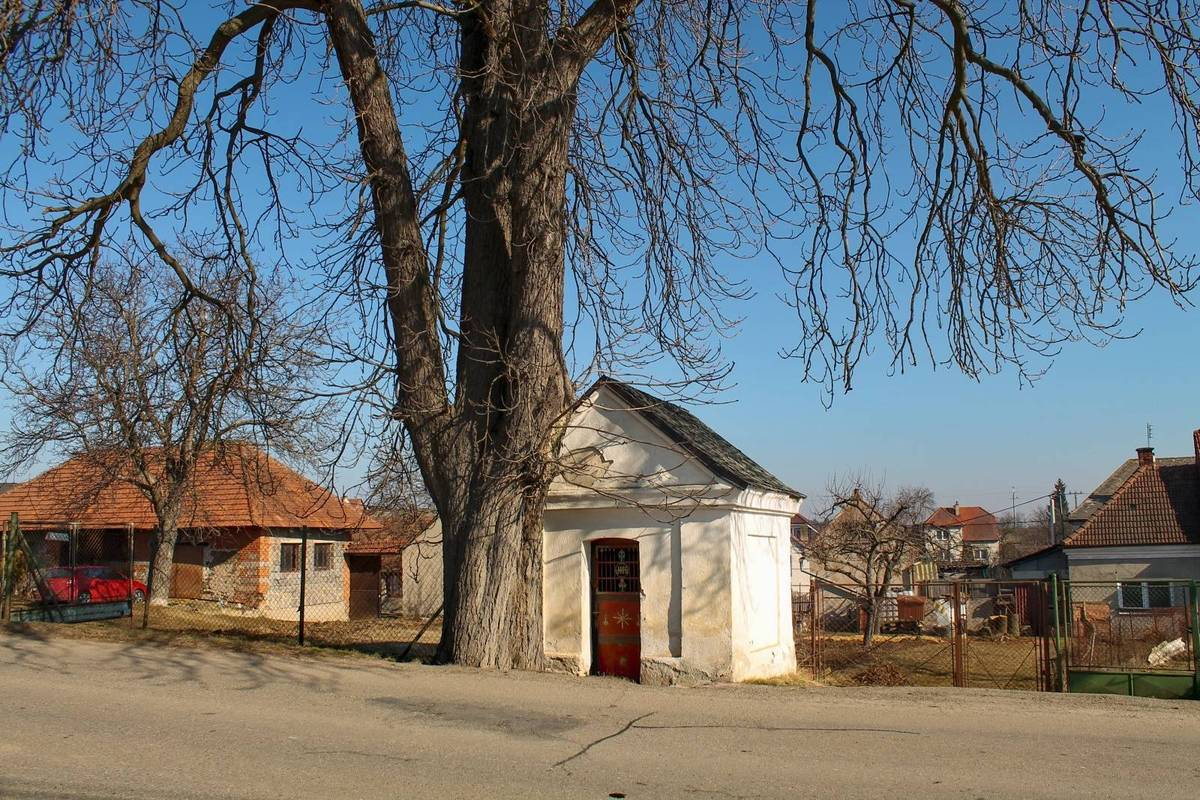
Chapelle à Budětsko.
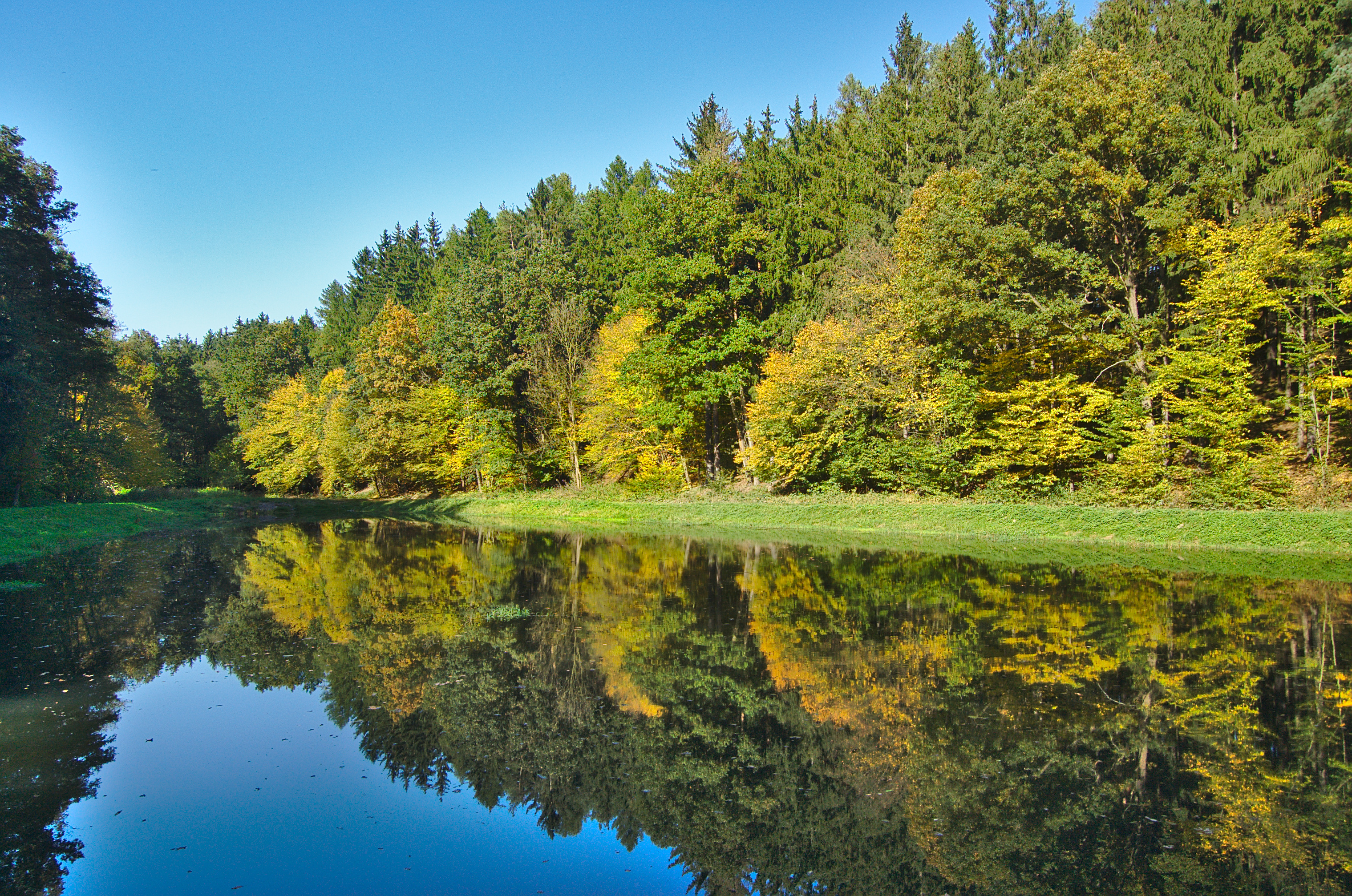
Étang dans la vallée du ruisseau Pilavka, près d'Ochozská Kyselka.

## Transports
Par la route, Budětsko se trouve à 13 km de Konice, à 23 km de Prostějov, à 27 km d'Olomouc et à 246 km de Prague.